# Aleksander Tarnawski (redaktor)
Aleksander Tarnawski – polski redaktor radiowy, pomysłodawca i szef programów Lato z radiem (1971), Sygnały dnia (1973) i Cztery pory roku (1978), nadawanych w Programie Pierwszym Polskiego Radia. Kierował tymi audycjami do 1981 r. W stanie wojennym wyemigrował do Niemiec i tam zmarł.